# Erodium viscosum
Erodium viscosum là một loài thực vật có hoa trong họ Mỏ hạc. Loài này được Salzm. ex Delile mô tả khoa học đầu tiên năm 1839.